# Il gatto sopra e il topo sotto
Il gatto sopra e il topo sotto (The Cat Above and the Mouse Below) è un film del 1964 diretto da Chuck Jones e Maurice Noble. È il secondo dei 34 cortometraggi animati della serie Tom & Jerry prodotti da Jones con il suo studio Sib-Tower 12 Productions. Venne distribuito dalla Metro-Goldwyn-Mayer il 1º gennaio 1964.

## Trama
Tom, nei panni del baritono Thomasino Catti-Cazzaza, si esibisce in un concerto cantando Largo al factotum da Il barbiere di Siviglia. Tuttavia sotto il palco vive Jerry, il cui sonno viene interrotto dalla celebre cavatina cantata da Tom. I tentativi di Jerry di far tacere Tom portano a una serie di dispetti fra i due. Questi finiscono quando Jerry fa cadere (pur senza volerlo) uno dei pesi del sipario in testa a Tom, facendolo sprofondare sotto il palco. Jerry appare quindi da dietro le quinte concludendo il pezzo, e manda il pubblico in delirio.